# Luke Black
Luka Ivanović (cirílico serbio: Лука Ивановић; Čačak, 18 de mayo de 1992), más conocido por su nombre artístico, Luke Black, es un cantautor serbio. Es el primer artista en solitario de Serbia con un contrato exclusivo con Universal Music Group y ha lanzado 4 EP hasta el momento. Compitió en el Festival de la Canción de Eurovisión 2023 con la canción Samo mi se spava representando a Serbia.

## Biografía
Luka Ivanović nació en Čačak, Serbia (En aquel entonces República Federal de Yugoslavia), nacido en una familia muy rica, y ha estado componiendo música propia desde 2005. Comenzó a escribir letras a los 12 años y a componer música y escribir arreglos a los 16. En ese periodo grabó seis discos que solo sus amigos más cercanos tuvieron la oportunidad de escuchar. Dos años más tarde, se mudó a Belgrado para estudiar Lengua y Literatura Inglesas.

## Carrera

### 2014 y 2015: Comienzo de carrera y EP
Luka se presentó al público por primera vez en mayo de 2014, en el marco del Festival Groveland, cuando estrenó el sencillo D-Generation. Luego fue invitado por los representantes de Universal Music Group a su oficina en Belgrado, con el fin de iniciar la colaboración. Así, se convirtió en el primer solista de Serbia con un contrato exclusivo con este sello internacional. Además de su propia música, también produce y dirige sus propias actuaciones y vídeos musicales. Buscando su estilo artístico, experimenta con formas y estilos nuevos y diferentes. En noviembre de 2014, antes del inicio de la colaboración oficial con la discográfica, lanzó de forma independiente su sencillo Nebula Lullaby a través del servicio digital online Spinnup. Junto con Kristijan Majić, es el autor de esta canción, que fue grabada a través del servicio telefónico de Internet Skype.
Su sencillo debut, D-Generation, fue lanzado bajo el sello discográfico de Universal el 24 de febrero de 2015. El videoclip de esta canción se estrenó en MTV Adria y, unas horas después, en su canal oficial. Él es el autor completo del sencillo, que fue creado en 2014. La canción primero fue lanzada digitalmente por Groveland, y luego las estaciones de radio comenzaron a transmitirlo, consiguiendo posicionarse en las listas de éxitos. A finales de 2014, Radio B92 incluyó esta canción en la lista de nominados a sencillo del año.
Esta canción es considerada como un himno electro melancólico, y según Luka, inspirado en la (de)generación de la sociedad actual. El portal de música serbio Z explica que la canción representa a la generación D; una sociedad dentro de una sociedad que no encaja en el molde. “La Generación D está orgullosa de la falsa imagen que crearon de sí mismos, la cual fue impuesta por los principios del nuevo tiempo en el que crecieron. Se aferran ciegamente a esa imagen por sentido de pertenencia, aunque en el fondo ni siquiera crean en ella".
Junto con el joven artista Vasilij Vujović (VASSO), Luke Black creó el concepto para el vídeo de este sencillo, que fue grabado en Subotica en 2014. El estreno del videoclip el 24 de febrero de 2015 en la plataforma Vevo anunció oficialmente la colaboración, así como el lanzamiento del primer EP de estudio. El mismo día, en todo el mundo excepto en EE. UU., apareció una reedición digital del tema, y además de la versión remasterizada, también hay tres remixes realizados por Jan Nemeček y Luminus. Para el mercado estadounidense, el sencillo fue lanzado el 10 de marzo de 2015. La canción debutó en el número 9 en la lista principal de artistas de la región de MTV Adria y entre los 50 mejores en el servicio de transmisión Deezer en Serbia. Además, el tema estaba en el número 10 en la lista de sencillos de Gradski Radio Top Chart – Tvoj Hit Na Prvom Mestu.
Por su parte, la canción Holding on to Love fue creada a finales de 2014, fue publicada por Vevo el 29 de mayo de 2015 en el canal oficial de Luka, y tuvo su estreno radiofónico en Radio B92. La canción se estrenó en Estados Unidos, Canadá y México el 2 de junio de 2015. Holding on to Love es un tema emocional lleno de ritmos, frases y acordes fuertes. “Es una canción sobre la adicción enmascarada en la palabra amor. No se trata solo de un ser querido, se trata de cualquier persona o cualquier cosa que anhelas, y está lleno de culpa por haberlo perdido.
Por otro lado, el extended play Thorns EP resumiría sus 10 años haciendo música, el cual fue lanzado el 18 de septiembre de 2015, después del éxito de los sencillos ya lanzados y de los remixes que lo acompañaban.
En cuanto a la portada del EP, el autor de su fotografía es Vasso, autor con el que colabora desde sus inicios, un joven fotógrafo de Subotica cuyos trabajos han sido presentados anteriormente en una edición internacional online de Vogue. Las máscaras que Luka usa en sus fotos y vídeos son obra del diseñador bosnio Aleksandar Saša Škorić.
La edición física del EP contiene un total de 9 canciones, entre ellas sus singles, mientras que la versión digital cuenta con 6 canciones y la canción extra White Line. Poco después, Luka actuó en Belgrado, Viena y Zagreb como telonero de la banda Lust For Youth en Tvornica kulture.
Un par de días antes de las vacaciones de Navidad, el 18 de diciembre de 2015, lanzó una edición que contenía una versión de la doble canción Jingle Bell Rocks / Nebula Lullaby.

### 2016 y 2017
Luke apareció en la edición de enero de 2016 de la revista Lepota & Zdravlje en la sección Hombres que amamos en el año 2015.
En febrero de 2016, según informó Blic, Luka fue elegido como uno de los posibles representantes de Serbia en el Festival de la Canción de Eurovisión por la Radio-Televizija Srbije. Sin embargo, Sanja Vučić ganó el concurso y, según los medios, su canción para el concurso (Demons) sería su próximo sencillo. Tras el lanzamiento del sencillo, confirmó para el portal Tračara que había sido preseleccionado por RTS para representar a Serbia en el Festival de la Canción de Eurovisión 2016 con dicha canción. Después del lanzamiento de esta, se fue de gira por China, donde actuó en Pekín, Shanghái y Cantón. En octubre de 2016, también lanzó el EP Demons (Remix) con 5 remixes de canciones.

### 2017 y 2018: EP
A fines de marzo de 2017, Luka actuó en un famoso club de Berlín llamado Berghain, en el desfile de moda de la diseñadora Ivana Pilje, donde estrenó el sencillo Walpurgis Night. La canción fue lanzada oficialmente en abril de 2017 y fue creada en colaboración con el productor sueco Oskar Gofelström. Luego, en octubre del mismo año, interpretó el tema en una actuación en Ljubljana y, más tarde, en la Semana de la Moda de Belgrado. En noviembre del mismo año publicó Olive Tree, que es una versión futurista de la canción china del mismo nombre. Esta fue también su primera canción (parcialmente) en idioma serbio. La canción fue traducida más tarde al mandarín e interpretada por la artista china Chyi Yu. En julio de 2018, lanzó un EP con sencillos y dos remixes.

### 2021 — 2023: Festival de Eurovisión
En enero de 2023, lanza un EP, que contiene cuatro sencillos que lanzó durante 2021 y 2022: A house on the hill, Amsterdam, Heartless y 238.
El 9 de enero de 2023, se reveló que competiría en la final nacional serbia con la canción Samo mi se spava para representar a su país en el Festival de la Canción de Eurovisión 2023. El día 27 del mismo mes se reveló que actuaría en la primera semifinal, y unos días después, Luka paseaba una langosta de plástico por las calles de Belgrado como parte de la promoción de su canción. Finalmente, ganó la competición y consiguió representar a su país en el certamen musical europeo.

## Premios y nominaciones
| Año  | Premio                  | Categoría | Trabajo          | Resultado | Ref.   |
| ---- | ----------------------- | --------- | ---------------- | --------- | ------ |
| 2023 | Pesma za Evroviziju '23 | —         | Samo mi se spava | Ganador   | [ 28 ] |

## Discografía

### EP
- Thorns, (Universal Music Group, 2015)
- Holding On To Love Remix, (Universal Music Group, 2015)
- Neoslavic, (Universal Music Group, 2018)
- F23.8, (Luke Black Recordings, 2023)

### Sencillos
| Título                              | Año  | Álbum          |
| ----------------------------------- | ---- | -------------- |
| "Nebula Lullaby"                    | 2014 | Sin álbum      |
| "D-Generation"                      | 2015 | Thorns (EP)    |
| "Holding On To Love"                | 2015 | Thorns (EP)    |
| "Jingle Bell Rock / Nebula Lullaby" | 2015 | Sin álbum      |
| "Demons"                            | 2016 | Sin álbum      |
| "Walpurgis Night"                   | 2017 | Neoslavic (EP) |
| "Olive Tree"                        | 2017 | Neoslavic (EP) |
| "Frankensteined" (feat Majed)       | 2019 | Sin álbum      |
| "A house on the hill"               | 2021 | F23.8 (EP)     |
| "Amsterdam"                         | 2021 | F23.8 (EP)     |
| "Heartless"                         | 2021 | F23.8 (EP)     |
| "238"                               | 2022 | F23.8 (EP)     |
| "Samo mi se spava"                  | 2023 | Sin álbum      |
| "I'm So Happy"                      | 2023 | Sin álbum      |
| "God's Too Cool"                    | 2023 | Sin álbum      |
| "Chainsaws in Paradise"             | 2024 | Sin álbum      |